# يونوت ستويكا
يونوت ستويكا (بالرومانية: Ionuț Stoica)‏ هو لاعب كرة قدم روماني في مركز الدفاع، ولد في 6 يناير 1988 في رمينكو فيلتشا في رومانيا. لعب مع SCM Râmnicu Vâlcea ‏.

## وصلات خارجية
- يونوت ستويكا على موقع قاعدة بيانات كرة القدم.إي يو (الإنجليزية)
- يونوت ستويكا على موقع Soccerway.com (الإنجليزية)